# Малый Заланов
Малый Заланов (укр. Малий Заланів) — село в Рогатинской городской общине Ивано-Франковского района Ивано-Франковской области Украины.
Население по переписи 2001 года составляло 146 человек. Занимает площадь 3,743 км². Почтовый индекс — 77013. Телефонный код — 03435.